# Franz Maria von Thugut
Franz Maria von Thugut, właśc. Johann Amadeus Franz de Paula, baron von Thugut (ur. 24 maja 1736 w Linzu, zm. 28 maja 1818 w Wiedniu) – austriacki dyplomata i polityk.
Urodził się w Linzu. Jego ojcem był skarbnik austriacki Johann Thugut, a matką Eva Maria Mösbauer, córka młynarza. Ojciec zmarł w 1760, pozostawiając rodzinę w nędzy. Zaopiekowała się nią wówczas Maria Teresa Habsburg.

## Stambuł
Thuguta wysłano do szkoły języków orientalnych, po której ukończeniu został dragomanem ambasady Austrii w Konstantynopolu. W roku 1769 został tamtejszym cesarskim Chargé d’affaires. W roku 1771 uczyniono go internuncjuszem (internuncio) Austrii w stolicy tureckiej. W roku 1771 doszło do incydentu, kiedy policjanci tureccy ścigali pewnego Armeńczyka aż do ambasady austriackiej. Jeden z nich stłukł wystrzałem szybę. Skazano go potem na śmierć, a resztę policjantów rząd turecki zesłał na wygnanie do Azji. W Stambule von Thugut urzędował do momentu, gdy 7 maja 1775 doprowadził do tego, ze Imperium osmańskie oddało Austrii Bukowinę. Jego działaniami kierował bezpośrednio z Wiednia kanclerz Wenzel Anton von Kaunitz.

## Francja, Włochy, Polska, Neapol
Po 1775 roku podróżował po Francji i Włoszech, częściowo w misjach dyplomatycznych. W 1778 roku Maria Teresa Habsburg nawiązała za jego pośrednictwem pokojowe rokowania z Fryderykiem II w Berlinie.
W latach 1780–1783 był posłem austriackim w Warszawie. W 1783 roku poprosił o zwolnienie z tego stanowiska, po czym mieszkał czas jakiś w Paryżu.
Od roku 1787 do 1789 był posłem-ministrem w Neapolu, gdzie wykazał wielki takt doradzając córce Marii Teresy Marii Karolinie Habsburg.
W 1790 cesarz Józef II Habsburg wysłał go do Bukaresztu jako komisarza przy hospodarze Wołoszczyzny. Jego zadaniem było prowadzić rokowania pokojowe z Turkami.

## Kariera polityczna w Austrii
W latach 1793–1800 był kanclerzem i ministrem spraw zagranicznych Austrii. Jako szef MSZ był zwolennikiem walki z rewolucjonistami francuskimi i Napoleonem, aż do zwycięskiego końca. Niepowodzenia z lat 1799 i 1800 spowodowały, że utrzymywał się na stanowisku już tylko dzięki potężnemu wstawiennictwu Brytyjczyków, którzy płacili wówczas Austrii subsydia wojenne. Przegrana bitwa pod Hohenlinden (3 XII 1800) zakończyła jednak karierę Thuguta.

## Cytaty
- „Nie mogę cię ocalić, Polsko, niech się przynajmniej z innymi podzielę tym, co po tobie zostaje.” [Kocój, Obrady sejmu wielkiego, 1988, s. 19]